# 盧馬科
38°9′S 72°55′W / 38.150°S 72.917°W

盧馬科（西班牙語：Lumaco），是智利的城鎮，位於該國南部阿勞卡尼亞大區的馬雷科省，始建於1899年12月27日，面積1,119平方公里，海拔高度118米，2012年人口9,440人，人口密度每平方公里8.4人。